# Klonoa: Empire of Dreams
Klonoa: Empire of Dreams (風のクロノア 夢見る帝国?, Kaze no Kuronoa yumemiru teikoku, lett. "Klonoa del Vento: Impero sognante") è un videogioco a piattaforme della serie Klonoa sviluppato da Namco e Now Production e pubblicato da Namco e Infogrames per la console portatile Game Boy Advance nel 2001. È l'unico capitolo della serie per Game Boy Advance ad essere stato pubblicato anche in Europa.

## Trama
(Tagline del gioco)
Klonoa: Empire of Dreams è una storia parallela a quella della serie originale per le console fisse, e vede le avventure di Klonoa che un giorno si sveglia misteriosamente nell'Impero di Jillius, e viene portato dalle guardie reali alla stanza del suo trono apparentemente senza motivo alcuno. L'Imperatore Jillius in persona informa Klonoa che ha rotto la sacra legge del suo regno, quella di sognare, in quanto da lui ritenuta una totale perdita di tempo. Il tiranno soffre di insonnia e dato che non può sognare, nemmeno agli altri sarà concesso questo privilegio. Piuttosto che punire Klonoa, in quanto viaggiatore dei sogni, gli propone una sfida: quella di sconfiggere i quattro grandi mostri che stanno portando il caos sulle sue terre, se riuscirà nell'impresa sarà libero.
Ricongiuntosi con il suo amico Huepow, Klonoa non ha scelta se non quella di viaggiare nelle terre circostanti e combattere contro le creature che vivono lì, sperando di guadagnarsi la sua libertà e portando la pace nel regno. Man mano che i mostri vengono sconfitti, il duo di eroi comincia a sospettare che qualcuno stia utilizzando i sogni delle persone per i propri scopi, e difatti ogni creatura non si rivelerà altri che una versione trasformata degli abitanti di quei paesi (tra cui Chipple).
Una volta compreso che il colpevole di quei malefici si trova al castello imperiale, ingaggiano una battaglia contro Jillius e provano a sconfiggerlo. Tuttavia poco dopo verrà rivelato che la mente dietro a tutto ciò era Bagoo, il ministro dell'imperatore, il quale rivela di essere il Re della Disperazione, spiegando che ha sfruttato il suo padrone fin dall'inizio per creare il suo regno personale di sogni rubati, anche se ciò comportava alla trasformazione di ogni sognatore in un mostro. Klonoa e Huepow ingaggiano un'ultima battaglia eliminando la minaccia ma Jillius sembra morire tra le braccia dell'eroe. Alla fine tutto quanto si rivelerà solamente un sogno dello stesso imperatore, il quale una volta svegliatosi deciderà di ridare alle persone i propri sogni, imponendosi di proteggerli per loro come suo nuovo obiettivo, facendo diventare così il suo impero il famigerato Impero dei Sogni.

## Modalità di gioco

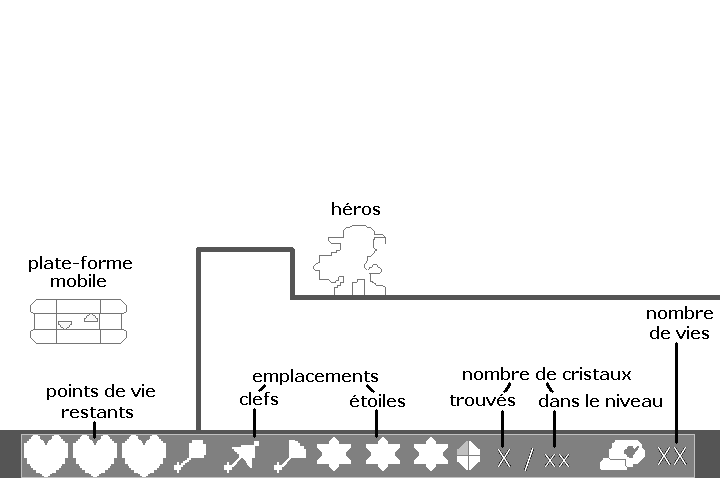
L'interfaccia di gioco. Nel riquadro più in basso si possono vedere rispettivamente: i cuori, le chiavi, le stelle, i cristalli e il numero di vite del giocatore rappresentato con un cappello del protagonista. In alto un esempio di livello comune, con Klonoa fermo sul ripiano, alla sua sinistra invece una piattaforma mobile

Klonoa: Empire of Dreams è un videogioco a piattaforme a scorrimento laterale in 2D dove il giocatore dovrà muovere Klonoa a sinistra o destra sconfiggendo i nemici che incontrerà facendo uso del "Wind Bullet" (proiettile di vento), un anello speciale che permette di lanciare una piccola raffica di vento per attirare il nemico verso di sé e portarlo così sopra alla testa del personaggio. Da questa posizione, può lanciare la creatura per sconfiggerne altre presenti sul cammino, oppure sfruttarla per effettuare un doppio salto, permettendo così il raggiungimento di aree altrimenti inaccessibili. Oltre ai nemici, Klonoa può anche trasportare dei blocchi quadrati e posizionarli dove meglio preferisce, magari per eseguire un salto da un'altezza più elevata o semplicemente per liberare il passaggio da un ostacolo. Tenendo premuto il tasto di salto, il protagonista si librerà a mezz'aria agitando le sue lunghe orecchie per qualche secondo, caratteristica che gli concede di estendere l'altezza del suo salto.
Il gioco procede con il ritrovamento dell'uscita del livello che si aprirà solamente dopo aver ottenuto tutte e tre le stelle presenti al suo interno. Nel corso dell'avventura si potranno trovare anche altri oggetti come i cristalli (chiamati anche gemme), che serviranno per sbloccare dei livelli extra, i cuori, che permetteranno di recuperare un po' di salute dopo essere stati colpiti, le chiavi, indispensabili per aprire le porte bloccate e gli 1-up, rappresentati con il cappello di Klonoa, i quali aumenteranno il numero di vite del giocatore.

## Sviluppo

Il logo originale giapponese del gioco

Klonoa: Empire of Dreams fu sviluppato da Namco e Now Production come secondo titolo portatile del franchise dopo Kaze no Klonoa: Moonlight Museum uscito nel 1999 per WonderSwan, e fu prodotto da Hideo Yoshizawa, il quale lavorò precedentemente a tutti i precedenti giochi di Klonoa. A differenza dei capitoli per console fisse, i quali furono progettati per concentrarsi maggiormente sull'azione, Yoshizawa volle che Empire of Dreams si focalizzasse di più sui puzzle, affermando "Avere lo stesso pubblico, ma farglielo godere in un modo diverso".
I rappresentanti di Namco rivelarono i primi dettagli riguardanti il gioco nel marzo 2001, affermando che il titolo avrebbe mantenuto "le mosse generali" di Klonoa dalle console casalinghe portandole su quella portatile Game Boy Advance di Nintendo. Il gioco fu poi presentato nello stesso mese al Tokyo Game Show, dove fu resa disponibile una demo giocabile. Una versione per il mercato nord americano fu annunciata al Electronic Entertainment Expo tenutosi nel maggio seguente, annunciandone l'uscita per l'agosto della stessa annata.
Nell'ottobre 2013, Namco Bandai depositò il marchio Empire of Dreams, suggerendo la produzione di un eventuale remake. Il gioco fu poi reso disponibile per il servizio online Virtual Console di Wii U nel 2014 rispettivamente il 22 maggio in Europa, il 29 maggio in Nord America ed infine il 3 settembre in Giappone.

## Accoglienza
| Testata                            | Giudizio |
| ---------------------------------- | -------- |
| GameRankings (media al 09-12-2019) | 83.10%   |
| Metacritic (media al 17-03-2020)   | 85/100   |
| AllGame                            | 4/5      |
| EGM                                | 7.83/10  |
| Eurogamer                          | 9/10     |
| Famitsū                            | 34/40    |
| Game Informer                      | 7.5/10   |
| GamePro                            | 4.5/5    |
| GameSpot                           | 8/10     |
| GameSpy                            | 89%      |
| GameZone                           | 9/10     |
| IGN                                | 9/10     |
| Nintendo Life                      | 9/10     |
| Nintendo Power                     | 4/5      |

Klonoa: Empire of Dreams ha ricevuto recensioni per la maggior parte positive da parte della critica, ottenendo un 83.10% e un 85 su 100 da parte dei siti di media statistica GameRankings e Metacritic, vendendo 140 000 copie in tutto il mondo. Alla sua uscita in Giappone, la rivista settimanale Famitsū diede al gioco un punteggio di 34 su 40, ottenendo il premio d'oro della testata. GameSpot lo definì "un'emulazione di tutto rispetto dell'atmosfera generale dell'universo di Klonoa, ma nel complesso lo trovò "meno ambizioso" di Klonoa 2" uscito nello stesso anno su PlayStation 2. Apprezzò anche la colonna sonora e la presentazione visiva, inclusi gli sfondi, il ridimensionamento delle immagini, gli effetti di rotazione, affermando "nonostante un livello minimo di animazione degli sfondi, il gioco sembra fantastico". IGN similmente apprezzò le capacità grafiche del gioco, ma trovò la tavolozza dei colori un po' carente rispetto ad altri titoli per la stessa piattaforma. Il sito web favorì anche lo stile di gioco ed i vari rompicapo, definendolo "assolutamente meraviglioso" e "uno dei giochi a piattaforme più abilmente progettati su Game Boy Advance". Durante i premi "Best of 2001", IGN nominò Empire of Dreams come "Best Platformer" (miglior videogioco a piattaforme) per Game Boy Advance.
Game Informer trovò le immagini del gioco "nitide e colorate", ma nonostante ciò la testata ritenne che Empire of Dreams non avesse sfruttato a sufficienza le potenzialità hardware della console dando una grafica di sfondo "pseudo-3D" la quale è diventata il marchio di fabbrica della serie, riassumendo "il risultato finale è quello di un gioco divertente, ma non ha colpito nel segno come gli sforzi precedenti". GamePro portò l'attenzione sui "livelli luminosi e caleidoscopici", dichiarando che "grafica e sonoro sono nitidi come quelli di qualsiasi altro gioco GBA", considerando Empire of Dreams "un platform semplice con una varietà nello stile di gioco sufficiente a farti desiderare di giocarlo fino alla fine".
Everyeye.it lo giudicò come uno dei migliori giochi a piattaforme disponibili per la console, elogiando i colori vivaci e le varie ambientazioni che non porteranno mai alla noia, tuttavia criticò la troppa difficoltà degli ultimi livelli. Anche Gamesurf ne parlò bene trovandolo "un platform coinvolgente con molti puzzle che mettono alla prova il giocatore" affermando che sia un ottimo gioco bidimensionale che riesce ad essere coinvolgente fin da subito.

## Sequel
Tra aprile e maggio 2002, Namco rivelò in una conferenza stampa che stava lavorando a due nuovi titoli di Klonoa per Game Boy Advance, i quali sarebbero usciti nello stesso anno in Giappone. Il primo fu Klonoa 2: Dream Champ Tournament (mai uscito in Europa), che riprende lo stile di gioco presente in Empire of Dreams, mentre il secondo Klonoa Heroes: Densetsu no Star Medal, un action RPG (il quale però non è collegato a questo gioco ed è inedito al di fuori dal Giappone). La notizia del primo sequel fu poi confermata anche grazie ad alcune immagini pubblicate sulla rivista giapponese Famitsū.